# Nils Liedholm

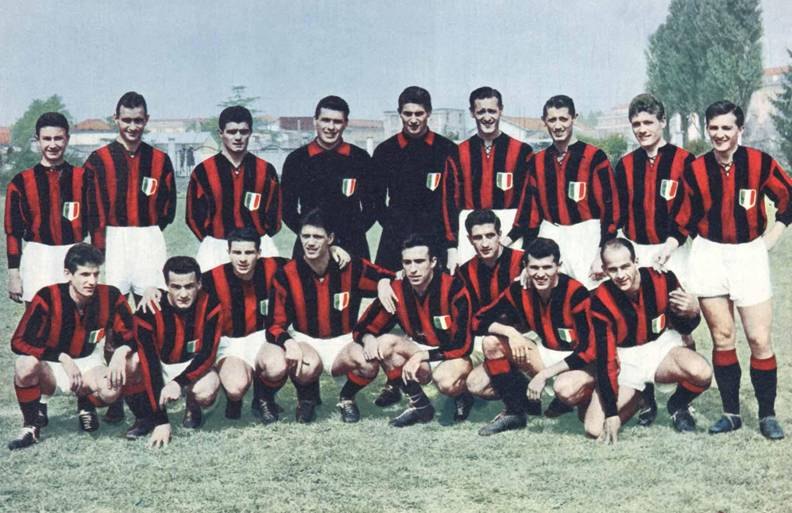
A.C. Milans lag under säsongen 1957–58. Stående från vänster: Reina, Galli, Fontana, Soldan, Lorenzo Buffon, Nils Liedholm, Juan Alberto Schiaffino, Radice, Bean; knästående: Beraldo, Grillo, Mariani, Cesare Maldini, Bergamaschi, Zannier, Francesco Zagatti, Cucchiaroni.

Nils Erik Liedholm, född 8 oktober 1922 i Valdemarsvik, död 5 november 2007 i Cuccaro Monferrato, Piemonte i Italien, var en svensk fotbollsspelare och senare tränare. Liedholm var under 1950-talet del i den svenska trion Gre-No-Li i AC Milan och vann som landslagsspelare OS-guld 1948 och VM-silver 1958.

## Biografi
Nils Liedholm växte upp i Valdemarsvik som son till sågverkschefen Erik Fredrik Elias Liedholm (1887-1950) och Anna Kajsa Lovisa Bergman (1900-1973) och började spela för Waldemarsviks IF 1938. Innan dess hade han spelat på gatorna i Valdemarsvik vilket hans far kunde ge honom stryk för, då skolarbetet försummades, vilket gjorde fadern ilsken.  Liedholm satsade målinriktat och tränade bredvid fotbollen även höjdhopp, kulstötning och spjut. Vintertid spelade han även bandy. Han kom till Norrköpingsklubben IK Sleipner 1943. 1946 gick han över till storklubben IFK Norrköping. Liedholm vann två allsvenska titlar (1946–47 och 1947–48) med IFK Norrköping och spelade 18 landskamper innan han något år efter Olympiska sommarspelen 1948, där Sverige tagit guld, flyttade till AC Milan. Idag finns det en byst av Nils Liedholm i Valdemarsvik.
Samt en på Idrottsparken i Norrköping.

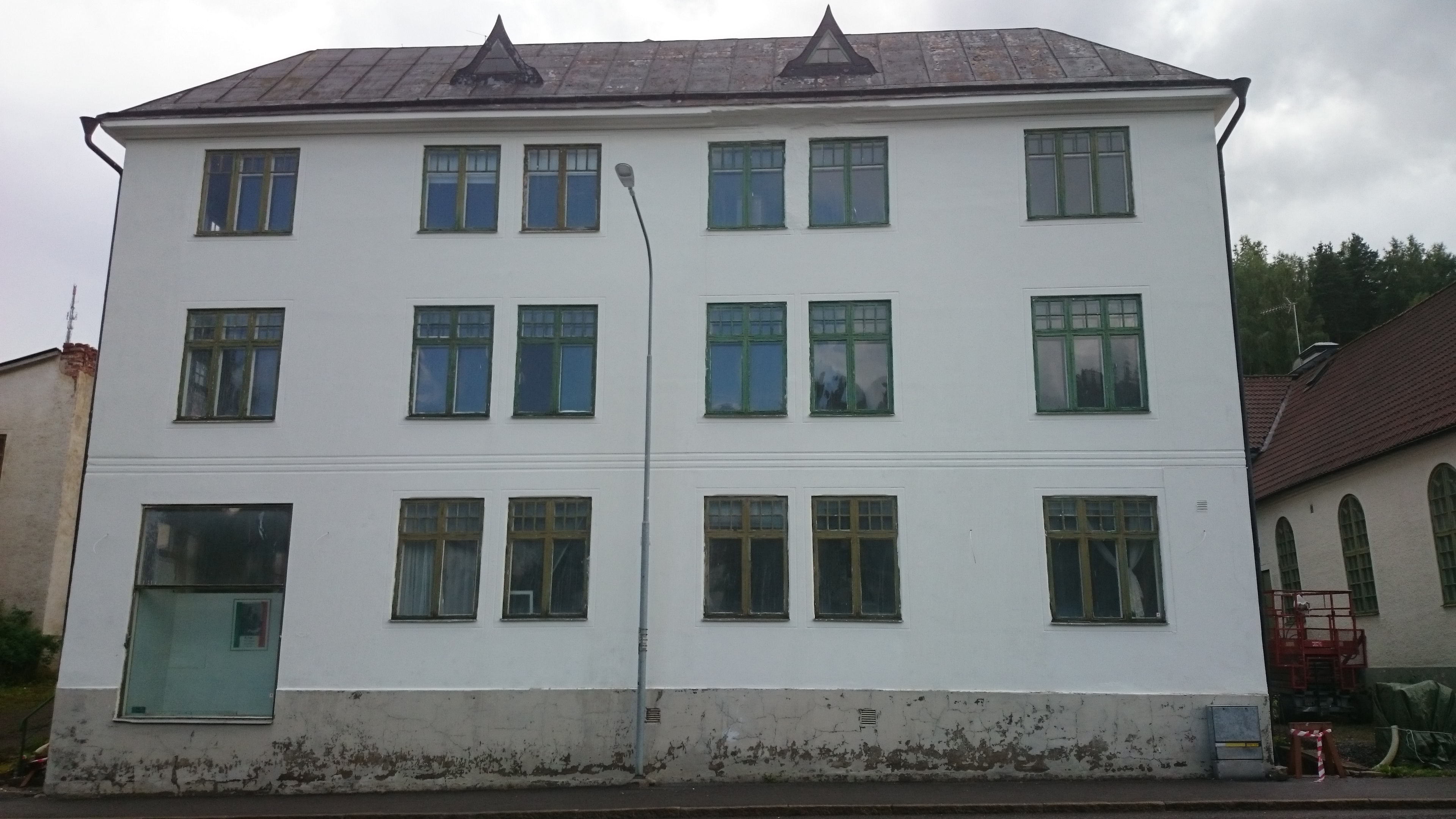
Nils Liedholms barndomshem i Valdemarsvik

### Milan

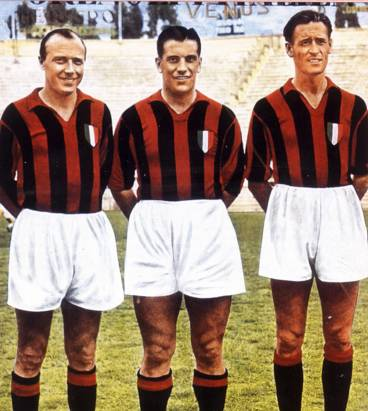
Gre-No-Li i AC Milan på 1950-talet.

I Milan blev han klubbkompis med svenskarna Gunnar Gren och Gunnar Nordahl. Liedholm blev "hjärnan" och spelfördelaren i Gre-No-Li, som trion populärt kom att kallas. Tillsammans skapade svenskarna efterkrigshistoria inte bara i AC Milan utan också inom hela den italienska fotbollen.
Liedholm debuterade i Milan den 11 september 1949 i en ligamatch mot Genua-laget Sampdoria som slutade med vinst (1–3) för Milano-laget. Han spelade 37 ligamatcher och gjorde 18 mål för rossoneri den första säsongen. Följande säsong (1950–51) spelade Liedholm i 31 matcher som kom att bli hans första av totalt fyra scudettos för Milan. 
När han drog sig tillbaka efter en unik karriär, etablerade han sig som italiensk vinproducent med egen vingård utanför Milano. Han stannade i Italien där han hade fått smeknamnet Il Conte ("Greven"), som spelare i AC Milan. Detta epitetet blev än mer passande när han sedan gifte sig med en italiensk grevinna.
| Klubb    | Säsong            | Inhemsk liga      | Inhemsk liga | Inhemsk liga | Nat. täv. | Nat. täv. | Internat. täv. | Internat. täv. | Totalt | Totalt |
| Klubb    | Säsong            | Serie             | SM           | Mål          | SM        | Mål       | SM             | Mål            | SM     | Mål    |
| -------- | ----------------- | ----------------- | ------------ | ------------ | --------- | --------- | -------------- | -------------- | ------ | ------ |
| AC Milan | 1949–50           | Serie A           | 37           | 18           | 0         | 0         | 0              | 0              | 37     | 18     |
| AC Milan | 1950–51           | Serie A           | 31           | 13           | 0         | 0         | 2              | 0              | 33     | 13     |
| AC Milan | 1951–52           | Serie A           | 38           | 9            | 0         | 0         | 0              | 0              | 38     | 9      |
| AC Milan | 1952–53           | Serie A           | 30           | 6            | 0         | 0         | 2              | 1              | 32     | 7      |
| AC Milan | 1953–54           | Serie A           | 31           | 10           | 0         | 0         | 0              | 0              | 31     | 10     |
| AC Milan | 1954–55           | Serie A           | 28           | 6            | 0         | 0         | 1              | 1              | 29     | 7      |
| AC Milan | 1955–56           | Serie A           | 31           | 1            | 0         | 0         | 6+2            | 0              | 39     | 1      |
| AC Milan | 1956–57           | Serie A           | 26           | 4            | 0         | 0         | 2              | 1              | 28     | 5      |
| AC Milan | 1957–58           | Serie A           | 24           | 7            | 0         | 0         | 8              | 2              | 32     | 9      |
| AC Milan | 1958–59           | Serie A           | 30           | 1            | 2         | 1         | 0              | 0              | 32     | 2      |
| AC Milan | 1959–60           | Serie A           | 28           | 3            | 0         | 0         | 4+3            | 0+2            | 35     | 5      |
| AC Milan | 1960–61           | Serie A           | 25           | 3            | 1         | 0         | 2              | 0              | 28     | 3      |
| AC Milan | Totalt i klubblag | Totalt i klubblag | 359          | 81           | 3         | 1         | 32             | 7              | 394    | 89     |

### Landslagskarriär

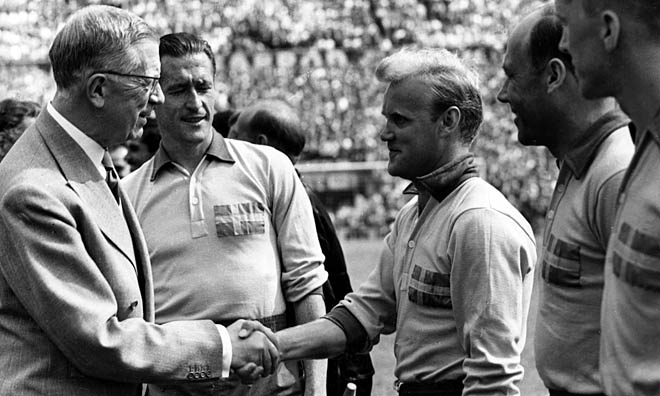
Liedholm som landslagets kapten under VM 1958 presenterar inför match Lennart "Nacka" Skoglund för svenske kungen Gustaf VI Adolf.

Liedholm var med i det svenska landslag som tog OS-guld i London 1948. Han hindrades sedan i många år av amatörbestämmelserna i Sverige, som förbjöd proffs i landslaget, innan reglerna ändrades.
Som 35-årig lagkapten för det svenska landslag, som tagit sig till VM-finalen på hemmaplan i VM 1958, nådde han en av karriärens höjdpunkter. Han blev också finalens förste målskytt, Nils Liedholm är tillsammans med Agne Simonsson och Hanna Ljungberg de svenska fotbollsspelare som gjort mål i en VM-final. Brasilien vann över Sverige med 5-2, och en av spelarna i det brasilianska laget var den 17-årige blivande världsstjärnan Pelé.

### Tränarkarriär
Efter karriären som spelare verkade Liedholm som tränare i bland annat AC Milan och AS Roma. Han ledde Milan till sin tionde ligaseger, La Stella, säsongen 1978/1979. Säsongen 1982/1983 tog han Roma till klubbens första ligaseger sedan säsongen 1941/1942, varefter han av Roms borgmästare officiellt förärades hederstiteln "Greve av Rom".

### Efter karriären
Nils Liedholm bodde kvar i Italien hela livet och skaffade så småningom en gård i byn Cuccaro Monferrato mellan Milano och Turin. Han gifte sig med Maria Lucia "Nina" Gabotto di San Giovanni (död 2004). I äktenskapet föddes 1958 sonen Carlo, som utvecklade gårdens vinodlingar och framställde sedermera viner. 
I Italien engagerade han sig för idrotten även på äldre dagar och var med i det italienska bandyförbundet Federazione Italiana Bandy, som bildades 2003.
 I Nils Liedholms hemort Valdemarsvik har man startat en fotbollscup för unga – Nils Liedholm Cup.
Liedholm avled den 5 november 2007 efter en längre tids sjukdom, samt hustruns död 2004 som tog honom hårt.

### Spelstil
Liedholm var en allround-spelare som gjorde insatser både som ytter, inner och mittfältare. På senare tid i karriären var han dock mest mittfältare där hans kondition och goda blick för spelet kom till sin fulla rätt.
Enligt egen utsago slog han inte en enda felpassning under sina två första år i AC Milan, och när det till sist hände gav publiken på San Siro honom en stående ovation.

## Arvet efter Liedholm
Under sin karriär som tränare spelade Nils Liedholm även en central roll för flera unga italienska talanger som senare skulle komma att bli världsnamn inom fotbollen:

### Adepter
- Carlo Ancelotti; tränare för bland annat AC Milan, Chelsea FC, Paris Saint-Germain och Real Madrid. Liedholm lät Ancelotti debutera som 20-åring den 16 september 1979; han tränades av Liedholm i Roma 1979-1984.

- Fabio Capello; tränare för bland annat Real Madrid, AC Milan, AS Roma, Juventus FC och England. Capello tränades av Liedholm i AC Milan 1977-78 och var senare hans assisterande tränare i Milan 1985-87. Capello var även tränare för Roma när Liedholm var rådgivare.

- Giovanni Trapattoni; tränare för bland annat Juventus FC, Italien. Trapattoni spelade med Liedholm i AC Milan 1953-61 och tränades av densamme i Milan 1963-66.

- Paolo Maldini; italiensk back som Liedholm lät debutera som 16-åring i Milan 20 januari 1985.

- Franco Baresi; libero i AC Milan och senare juniorlagstränare i samma klubb. Liedholm lät Baresi debutera som 17-åring i Milan 23 april 1978. Han tränades av Liedholm 1977-1979 och 1984-1987.

- Nevio Scala; tränare för bland annat Besiktas, Borussia Dortmund och Parma FC. Scala tränades av Liedholm i ACF Fiorentina 1971-73.

- Bruno Conti; bland annat sportchef i AS Roma, världsmästare som spelare med Italien 1982. Liedholm lät Conti debutera som 19-åring och han tränades av Liedholm i Roma 1974-75, 1976-77, 1979-84 & 1987-89.

- Giancarlo Antognoni; Värvades av Liedholm till Fiorentina 1972 och blev sedan legendar och stjärnspelare i Fiorentina.

## Meriter
Landslag
 Sverige

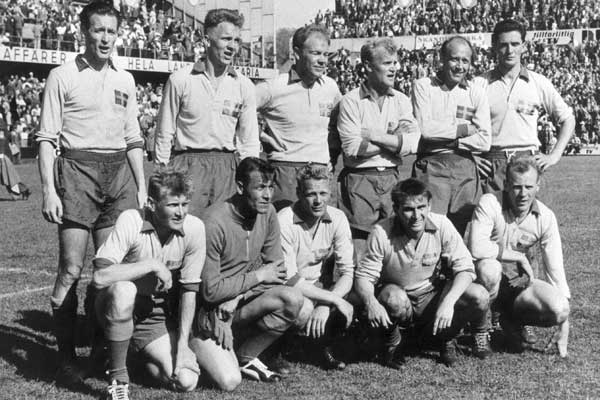
Sveriges lag vid VM-finalen 1958.

- A-landskamper: 23 (12 mål) (1947-1958)
- OS-guld: London 1948
- VM-silver: Sverige 1958

Meriter som spelare i klubblag
 IFK Norrköping
- Svensk mästare: 1946–47 och 1947–48

 AC Milan
- Italiensk mästare: 1950–51, 1954–55, 1956–57, 1958–59
- Latin Cup: 1951, 1956

Meriter som tränare i klubblag
 AC Milan
- Italiensk mästare: 1978–79

 AS Roma
- Italiensk mästare: 1982–83
- Italiensk cupmästare: 1979–80, 1980–81, 1983–84

## Smeknamn
Il Conte (Greven) syftade på hans elegans på och vid sidan av planen. Smeknamnet fick han efter sin tid i AC Milan. Hans hustru var en äkta grevinna med släktanor från 900-talet.
Il Barone (Baronen). Smeknamnet fick han efter sin tid i Roma.